# 马克·比里吉蒂
马克·比里吉蒂（英語：Mark Birighitti，1991年4月17日—）是一名澳大利亚足球运动员。他在场上司职守门员，现效力于澳職球會中岸水手。他是歷來參加球會級國際賽事決賽最年轻的守门员。此前这一记录一直由皇家马德里门将伊克尔·卡西利亚斯保持。

## 俱乐部生涯
马克的俱乐部生涯自2008年由AIS转入阿德莱德联队开始。他在绿茵场上的首次亮相是在2008年10月17日对阵布里斯班狮吼的比赛中，并帮助球队1-0战胜对手。 奥雷利奥·维德马尔在比赛后肯定了这位年轻的门将出色的表现。
他的第二次澳職比赛是在欣德马什体育场对阵珀斯光荣。在此之前，阿德莱德联的主力门将尤格尼·加莱科维奇在亚冠联赛与本尤德科的比赛中受伤缺席。尽管对手先拔得头筹，比里吉蒂凭借其出色发挥，帮助球队2-1取胜并重回联赛积分榜首。
因为加莱科维奇因伤缺席，比里吉蒂获得在2008年亚足联冠军联赛決賽次回合的出场机会。在2008年11月12日对阵大阪飛腳的比赛中，比里吉蒂获得首发，但2-0憾败对手。 但这次出场使他超越皇家马德里门将伊克尔·卡西利亚斯，成为參加球會級國際賽事決賽最年轻的守门员。  他在2008年12月17日训练时脚踝受伤，缺席了澳超2008-09赛季之后的比赛。
2012年1月17日，比里吉蒂和澳超球队纽卡斯尔联喷气机签下了为期两年的合约，并在2012年亚冠联赛小组赛上场参赛。

## 国际生涯
马克被选入澳大利亚U-19国家足球队备战2010年亚足联U19青年锦标赛。

## 职业生涯统计
数据截止2010年2月2日
| 俱乐部     | 赛季    | 联赛1 | 联赛1 | 杯赛 | 杯赛 | 国际比赛2 | 国际比赛2 | 总计 | 总计 |
| 俱乐部     | 赛季    | 出场  | 进球  | 出场 | 进球 | 出场      | 进球      | 出场 | 进球 |
| ---------- | ------- | ----- | ----- | ---- | ---- | --------- | --------- | ---- | ---- |
| 阿德莱德联 | 2008–09 | 3     | -     | 0    | -    | 1         | -         | 4    | -    |
| 阿德莱德联 | 2009–10 | 0     | -     | 0    | -    | 0         | -         | 0    | -    |
| 2010–11    | 4       | 0     | 0     | 0    | 0    | 0         | 4         | 0    |      |
| 总计       | 总计    |       |       |      |      |           |           | 4    | -    |

1 - 包括澳超决赛的数据

2 - 包括世俱杯、 亚冠联赛

## 荣誉
代表澳大利亚：
- 东南亚U19青年锦标赛：2010冠军
- 亚足联U19青年锦标赛：2010冠军
- Cor Groenewegen国际邀请赛（U-20）：2009年（冠军）